# Vitvattnet, Bergs kommun
Vitvattnet är en by i Rätans distrikt (Rätans socken) i Bergs kommun med ett fåtal permanenta boenden och i övrig sommarstugeägare. Området är ett populärt fiske och jakt område. Vitvattnet ligger omkring tolv mil söder om Östersund. 